# Старі Раглиці
Старі Раглиці (рос. Старые Раглицы) — присілок у Волосовському районі Ленінградської області Російської Федерації.
Населення становить 64 особи. Належить до муніципального утворення Калитинське сільське поселення.

## Історія
Від 1 серпня 1927 року належить до Ленінградської області.

## Населення
| 1838 | 1862 | 1997 | 2007 | 2010 | 2017 |
| ---- | ---- | ---- | ---- | ---- | ---- |
| 130  | ↘121 | ↘27  | ↗55  | ↘44  | ↗64  |